# Bordone (registro d'organo)

Rappresentazione grafica di una canna di bordone in legno.

Il bordone è un particolare registro dell'organo.

## Struttura
Il bordone è presente nella maggior parte degli organi, anche se sotto diverse denominazioni, nelle misure da 16', 8', 4' o 2' (questi ultimi due vengono spesso chiamati bordoncino). Si tratta di un registro ad anima dotato di canne che possono essere sia in legno (solitamente abete o pero) che in metallo, e sono tappate. Se presente nella pedaliera, prende sovente il nome di subbasso.
Assieme al principale il bordone è, con ogni probabilità, il registro d'organo più antico. Si presta all'unione con qualsiasi altro registro sia di taglio largo, sia di taglio stretto, sia all'unisono, sia di mutazione semplice o composta. Funge inoltre da registro di base anche per gli organi piccoli, nei quali non è possibile installare un principale reale da 8', oppure, in un organo a più manuali come fondamento di alcune sezioni meno preponderanti di quella principale.
Sempre negli organi di dimensioni maggiori è possibile trovarlo come registro da 16', qualora non sia possibile installare un principale di analoga altezza. A seconda del carattere timbrico il bordone può assumere anche altri nomi, come, ad esempio Bordone Dolce, Bordone Amabile, eccetera. È anche conosciuto come Bourdon in Francia, Gedackt in Germania e Tapado o Violón in Spagna.